# Sabinus von Assisi

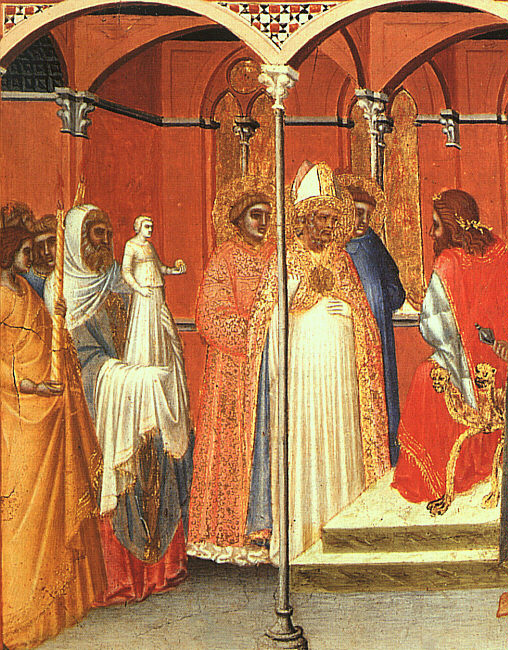
Bischof Sabinus vor dem Präfekten Venustian

Sabinus von Assisi, auch Sabinus von Spoleto (* im 3. Jahrhundert in Italien; † 303 in Spoleto), war Bischof einer Kirchengemeinde von Assisi, wurde dort im Jahre 303 festgenommen, am 7. Dezember in Spoleto hingerichtet und am 10. Dezember zwei Meilen vor der Stadt Spoleto beigesetzt. Sein Festtag ist der 7. Dezember. Des Märtyrers wird am 7. Juli, 1. und 30. Dezember gedacht. Sein Vorname leitet sich vom Volk der Sabiner ab. Er ist Schutzpatron der Städte Assisi, Faenza, Fermo, Siena und Spoleto.

## Leben und Legende
Über sein Leben vor dem Martyrium ist nichts bekannt, außer dass er Bischof einer von Verfolgung bedrohten christlichen Gemeinde in Assisi war. Im Jahre 303 herrschten die Kaiser Diokletian und Maximian. Diokletian erließ 303 ein Verfolgungsedikt, durch das die letzte und brutalste Welle der römischen Christenverfolgung ausgelöst wurde. Venustian, Präfekt von Tuszien und Umbrien, ließ Sabinus und die zwei Diakone Marcellus und Exsuperantius sowie andere Geistliche in Assisi festnehmen.
In der Gerichtsverhandlung am nächsten Tage lieferte sich Sabinus während des Verhörs durch Venustian ein schlagfertiges Wortgefecht, sodass der Präfekt ihn schließlich vor die Wahl stellte, den römischen Göttern zu opfern oder unter Qualen zu sterben. Sabinus erwiderte, er wolle getötet werden und sterben wie sein Herr Jesus Christus, damit er wieder wie dieser auferstehe. Dann bot er dem Präfekten an, ihm zu zeigen, wie bedeutungslos die römischen Götter sind. Er nahm eine kleine Jupiterstatue und schleuderte sie mit solcher Gewalt auf den Boden, dass sie in Scherben zersplitterte. Der von Angst und Schrecken erfüllte Präfekt ließ ihm daraufhin für seinen Frevel beide Hände abhauen. Dann ließ er die Diakone Marcellus und Exsuperantius foltern, bis sie unter Anrufung Christi qualvoll starben.
Die Verurteilung des Sabinus wurde aufgeschoben. Im Kerker wurde er von der betagten und frommen Witwe Serena besucht und verpflegt. Ihr Enkel Priscianus war erblindet, aber von Sabinus geheilt worden. Venustian litt auch an heftigen Augenschmerzen und ließ daher Sabinus zu sich rufen und bat ihn um Arzneimittel für seinen Leib und seine Seele. Der Bischof gab ihm nach wenigen Tagen Unterrichts im christlichen Glauben mit verstümmelten Händen die Taufe. Da der Präfekt schlagartig von seinen Schmerzen befreit war, ließ er auch seine Frau und seine beiden Söhne taufen. Als Kaiser Maximian davon hörte, schickte er den Tribun Lucius nach Assisi, um den Präfekten und seine Familie zu enthaupten. Anschließend brachte er Sabinus nach Spoleto zur Gerichtsverhandlung. Er ließ diesen so lange geißeln, bis er verschied. Die Witwe Serena ließ ihn zwei Meilen vor der Stadt begraben. In der Folge brachte man seine Überreste nach Faenza.

## Verehrung

### Italien
Sabinus wurde bald einer der am meisten verehrten Heiligen Mittelitaliens. Vor den Toren der Stadt Spoleto wurde über seinem vermuteten Grab im 5. Jahrhundert eine Kirche errichtet, die zu einer der wichtigsten Wallfahrtsstätten   der Region wurde.
In Ravenna wurde er Anfang des 6. Jahrhunderts auf Mosaiken dargestellt.
Zahlreiche Kirchen in Mittelitalien erhielten Reliquien von ihm, die sich seiner als Bischof oder Einsiedler rühmen, so z. B. Assisi oder Fermo.
Er wurde Patron der mittelitalienischen Städte Spoleto, Assisi, Siena und Fermo, von Faenza und dem oberitalienischen Ivrea.

### Pommern
Außerhalb Italiens gab es eine Verehrung des heiligen Sabinus vor allem in Pommern im späten 12. Jahrhundert.
Das Benediktinerkloster Stolpe und weitere Klöster hatten Sabinus-Reliquien,  das Prämonstratenserstift Grobe erhielt das Patrozinium 1184 zusätzlich zu den bisherigen Maria und Gotthard durch Herzog Bogislaw I. Von diesem ist auch eine Münze mit dem Abbild des Bischofs Sabinus von etwa 1181/87 erhalten. In Prenzlau gibt es die einzige St.-Sabinus-Kirche in Mitteleuropa, diese wurde um 1170/80 ebenfalls unter pommerscher Herrschaft gegründet. In Strasburg in der Uckermark gab es ein Hospital St. Sabinen mit einer Kapelle in der mittelalterlichen Altstadt.  Im pommerschen Bistum Cammin gab es in dieser Zeit eine deutlich feststellbare Sabinus-Verehrung, die aus Magdeburg gekommen war.

### Weitere Regionen
Ansonsten sind bisher nur wenig weitere Stätten seiner Verehrung bekannt. Das Prämonstratenser-Doppelstift Windberg in Niederbayern erhielt 1196 Reliquien von ihm und nahm ihn als zweiten Heiligen nach Maria in ihren Stiftsnamen auf.